# Музей Уотфорда
Музей Уотфорда (англ. Watford Museum) ― краеведческий музей в городе Уотфорд, графство Хартфордшир, Соединённое Королевство. Располагается на улице Лоуэр-Хай-стрит. Был открыт в 1981 году и размещается в старинном здании архитектуры Георгианской эпохи, которое ранее принадлежало пивоварне Benskins, а ныне имеет статус объекта культурного наследия II класса. В коллекцию музея входят предметы изобразительного искусства, экспонаты, связанные с историей города и графства, их промышленностью. Есть также специальная экспозиция, посвящённая истории усадьбы Кассиобери.

## История

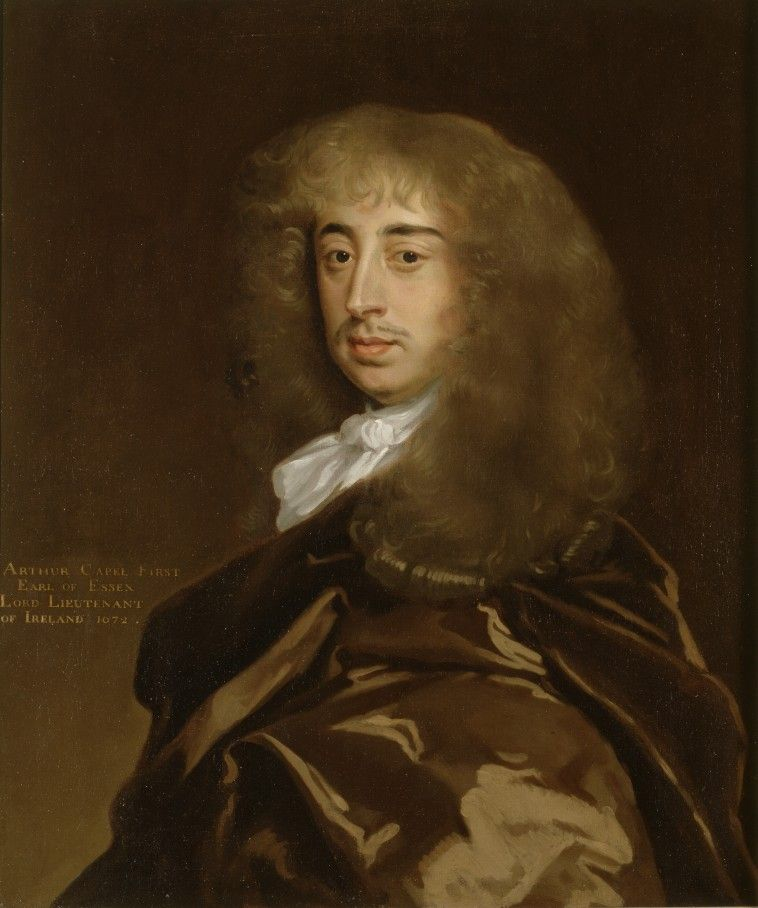
Портрет Артура Капелла, 1-го графа Эссекса кисти сэра Питера Лели. Находится в музее.

Особняк на Уотфорд-Хай-стрит был построен для семьи Дайсонов около 1775 года, хотя есть записи о пивоварне, работавшей на том месте ещё с 1750 года. Трёхэтажный дом из красного кирпича, построенный в неоклассическом архитектурном стиле Георгианской эпохи, имеет на своём фасаде фронтон с тремя отсеками: с центральным окном в виде бычьего глаза и двумя крыльями снизу и по обе стороны от него, которые были добавлены примерно в 1807 году. Когда-то позади дома стояли высокие помещения Викторианской эпохи из жёлтого кирпича, хотя они впоследствии были снесены.
Дом был куплен Джозефом Бенскиным в 1867 году, после чего здесь снова была размещена пивоварня, пока она не была приобретена компанией Ind Coope в 1957 году. Особняк был позже преобразован в офисы. В 1952 году он был включён в список объектов культурного наследия II класса организацией Английского наследия. Он стал местом расположения музея Уотфорда в 1981 году и был официально открыт 14 марта 1981 года актёром и комиком Терри Скоттом, уроженцем Уотфорда.
В 2011 году музей отметил своё тридцатилетие.

## Экспозиции

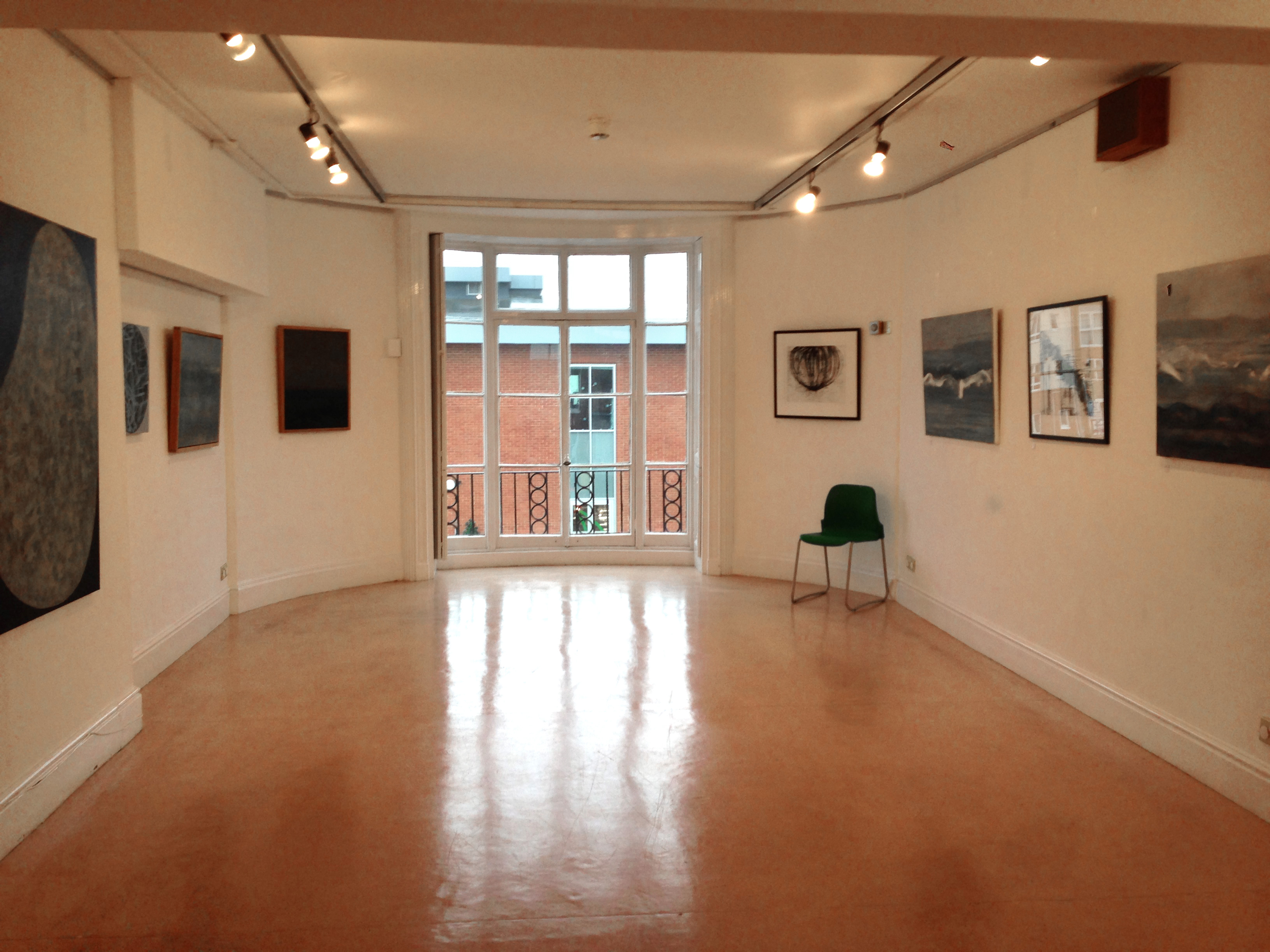
Художественная выставка в музее Уотфорда

Музей располагает значительной коллекций произведений изобразительного искусства, которая включает в себя собрание из поместья Кассиобери. На выставке представлены работы, ранее принадлежавшие коллекции графа Эссекса: это «Вид на парк Кассиобери» Джона Вуттона, «Вид на поместье Кассиоберис юго-запада» работы Дж. М. У. Тернера, «Парк Гейтс Кассиобери» Чарльза Викерса и картина 1831 года «Зимняя столовая Дома Кассиобери» Уильяма Генри Ханта. В музее также размещены портреты ряда графов Эссекса. 

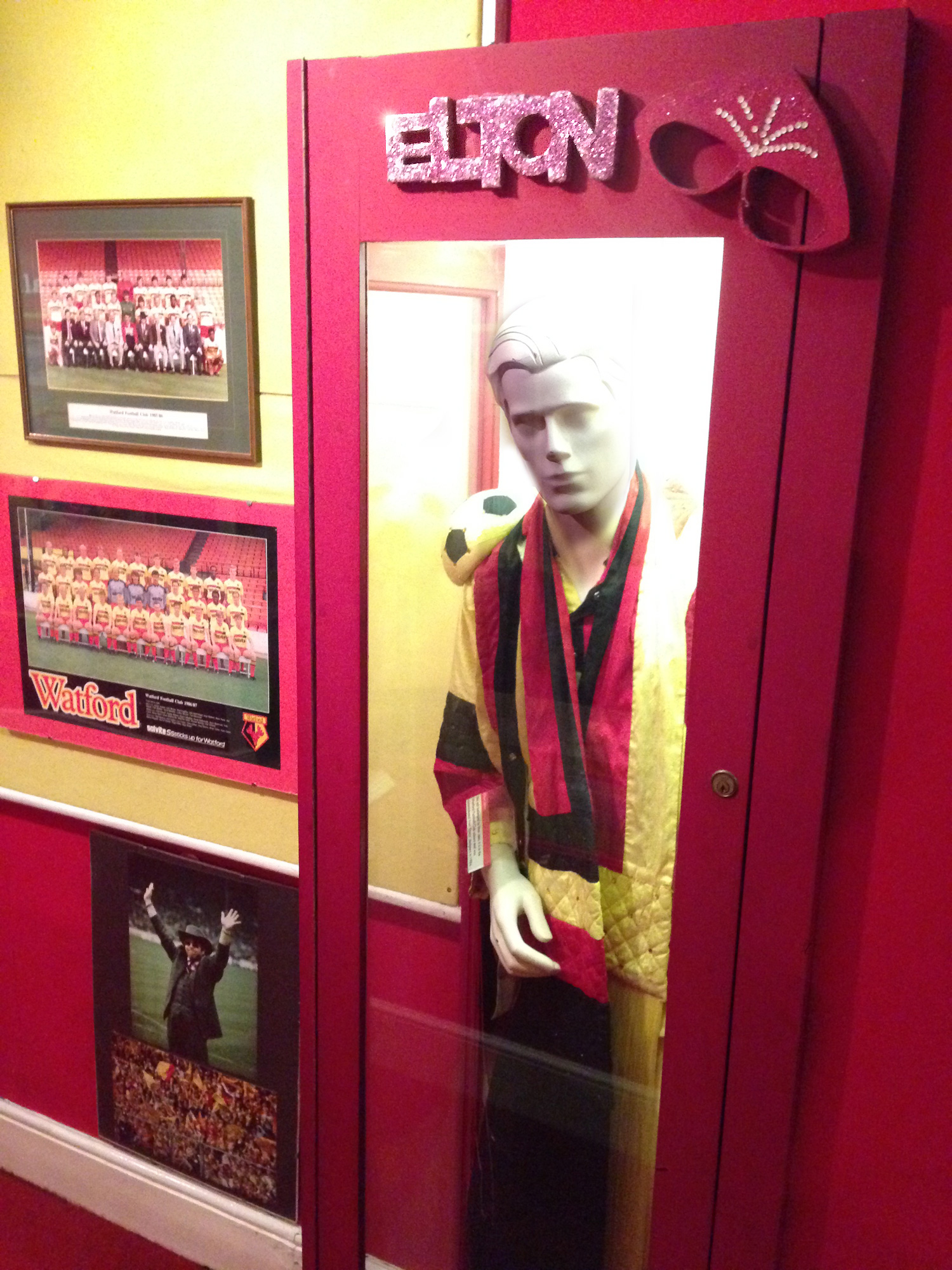
Сценический костюм Элтона Джона

Среди других представленных в музее произведений искусства ― масляные картины голландской и фламандской школ живописи: это работы Адама Франсуа ван дер Мейлена, Класа Моленара, Питера Неффса Старшего, Адриана ван Остаде, а также картины Тёрнера, Питера Лели, Рональда Поупа и Джошуа Рейнольдса. Ряд приобретений для коллекции произведений изобразительного искусства был удалось сделать благодаря Художественному фонду Великобритании. Это картины Генри Эдриджа, сэра Хьюберта фон Геркомера, Уильяма Генри Ханта и Джона Вуттона, а также набор из 21 гравюры из Иллюстрации Уильяма Блейка к книге Иова.
В музейной коллекции скульптур представлены работы из бронзы, меди и стали, выполненные такими скульпторами, как Мэри Бромет, Чарльз Браун, Чарльз Дайсон-Смит, Джейкоб Эпштейн, Марио Негри, Рональд Поуп и Такааки.
В музее находится ряд экспонатов, посвящённых истории железнодорожной станции Уотфорд Джанкшн, а небольшая галерея, посвященная истории футбольного клуба Уотфорд, включает спортивные вещи и сценический костюм цветов футбольного клуба, который носил Элтон Джон.
В музее также хранится коллекция документов, печатных эфемер, фотографий и дневников, связанных с горожанами Уотфорда, членами Городского совета, представителями местного дворянства и бизнеса.